# NDM Bahia (G40)
El NDM Bahia (G40), originalmente Siroco (L9012) es un buque de asalto anfibio del tipo LPD de la clase Foudre que perteneció a la Marina Nacional de Francia de 1998 a 2015. Fue transferido a la marina de guerra de Brasil y cambiado su nombre a Bahia.

## Historial

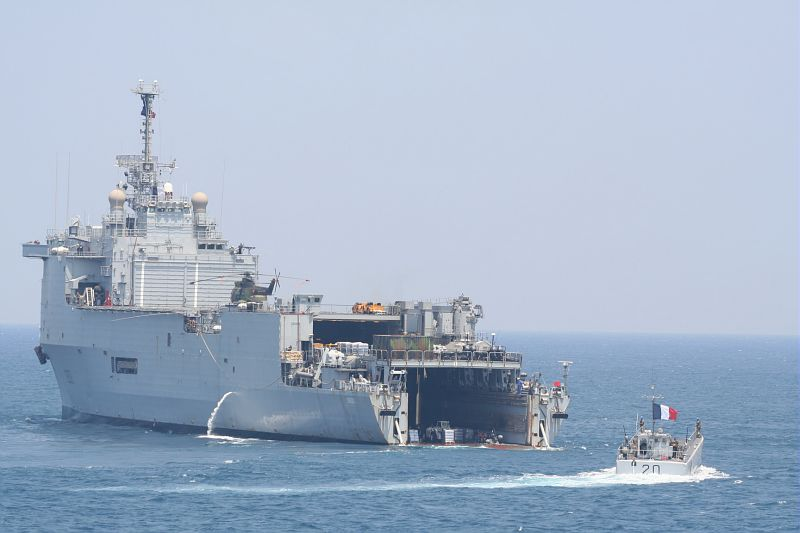
Siroco

El Siroco, fue desplegado en Timor oriental como parte de la operación de paz liderada por Australia el 25 de octubre de 1999.
Sirvió durante la Operación Baliste durante la Guerra del Líbano de 2006. También fue desplegado como parte de la operación humanitaria desarrollada tras el Terremoto de Haití de 2010
A mediados de enero de 2014 en el transcurso de la Operación Atalanta, tras evitar el secuestro del petrolero con bandera de las Islas Marshall Nave Atropos, liberó al buque de origen hindú  Shane Hind, que había sido secuestrado por cinco piratas frente a las costas de Omán.
Según el libro blanco de defensa y seguridad nacional de Francia, debería haber causado baja en 2015.
A principios de agosto del 2015 tras de negociaciones con Francia, Brasil ha adquirió el navío, que fue entregado en Toulón el 17 de diciembre de 2015, y fue renombrado NDM Bahia, a servicio de la Marina de Brasil participó en el mantenimiento de la logística de la MINUSTAH en Haití y ayuda humanitaria, gracias al centro hospitalario.
En 2022 el Bahia integró la revista naval realizada en la bahía de Guanabara (Río de Janeiro) por el Bicentenario de la Independencia de Brasil junto a otras naves de Brasil y de otras naciones.

### Buques de la clase
• Sargento Aldea (LSDH-91) ex-Foudre (L 9011)

### Buques similares
• Clase Galicia

### Secuencias de designación
Clase Ouragan → Clase Foudre → Clase Mistral